# Contea di Saga
La contea di Saga (萨嘎县S, Sàgā XiànP) è una contea della Cina, situata nella Regione Autonoma del Tibet e amministrata dalla prefettura di Shigatse.